# Arnsburger
L'  arnsburger est un cépage de cuve allemand de raisins blancs.

## Origine et répartition géographique
Le cépage est une obtention de Heinrich Birk dans l'institut Institut für Rebenzüchtung und Rebenveredlung der Hessischen Forschungsanstalt für Weinbau, Gartenbau, Getränketechnologie und Landespflege à Geisenheim. L'origine génétique est vérifiée et c'est un croisement des cépages Riesling clone 88 x Riesling clone 64 réalisé en 1939. Le cépage est autorisé dans de nombreux Länder en Allemagne.
Il est un peu cultivé sur l'île de Madère.
Le nom du cépage est un hommage au monastère Arnsburg à Lich.

## Caractères ampélographiques
- Extrémité du jeune rameau aranéeux, vert jaunâtre.
- Feuilles adultes, à 7 lobes avec des sinus supérieurs larges, un sinus pétiolaire fermé à bords légèrement superposés, des dents anguleuses.

## Aptitudes culturales
La maturité est de deuxième époque moyenne: 15 jours après le chasselas.

## Potentiel technologique
Les grappes sont grandes et les baies sont de taille moyenne. La grappe est conique, légèrement ailée et lâche. Le cépage vigoureux produit des vins blancs convenant à la production de vins de base pour effervescents.

## Synonymes
L'  arnsburger est connu sous le nom de Gm 22-74